# 許銳 (明朝)
許銳（1453年—？），字季節，山東登州衛軍籍，浙江鄞縣人，明朝政治人物。

## 生平
山東鄉試第六名舉人。成化十七年（1481年）中式辛丑科會試第一百九十七名，三甲第八名進士。

## 家族
曾祖許快；祖父許可名；父許真，承事郎。母梁氏。慈侍下。